# Hopman Cup 2019
Pour un article plus général, voir Hopman Cup.
La Hopman Cup 2019 est la 31e édition du tournoi, qui ne sera pas réorganisé avant 2023 en raison du retour de l'ATP Cup à partir de 2020,. Huit équipes mixtes participent à la compétition qui se déroule selon les modalités dites du « round robin » : séparées en deux poules de quatre équipes, les premières de chaque poule se disputent le titre en finale. Chaque confrontation entre deux pays comporte trois matchs : un simple dames, un simple messieurs et un double mixte souvent décisif.
Le tournoi se déroule à Perth, en Australie.
La Suisse remporte la compétition.

## Faits marquants
Après 17 ans d'absence dans le tournoi, la Grèce revient dans la compétition avec María Sákkari et Stéfanos Tsitsipás.
Pour la première fois depuis la création du tournoi, les deux stars du tennis Serena Williams et Roger Federer s'affronteront lors de la phase de poules.

## Participants
| Équipe    | Joueurs                           | Résultat    |
| --------- | --------------------------------- | ----------- |
| France    | Alizé Cornet Lucas Pouille        | RR (0V, 3D) |
| Espagne   | Garbiñe Muguruza David Ferrer     | RR (1V, 2D) |
| Allemagne | Angelique Kerber Alexander Zverev | Finale      |
| Australie | Ashleigh Barty Matthew Ebden      | RR (2V, 1D) |

| Équipe      | Joueurs                          | Résultat    |
| ----------- | -------------------------------- | ----------- |
| Royaume-Uni | Katie Boulter Cameron Norrie     | RR (2V, 1D) |
| Grèce       | María Sákkari Stéfanos Tsitsipás | RR (2V, 1D) |
| Suisse      | Belinda Bencic Roger Federer     | Victoire    |
| États-Unis  | Serena Williams Frances Tiafoe   | RR (0V, 3D) |

## Matchs de poule
L'équipe en tête de chaque poule est qualifiée pour la finale.

### Groupe A

#### Classement
| Rang | Pays      | V - D | Matchs | Sets    | Jeux     |
| ---- | --------- | ----- | ------ | ------- | -------- |
| 1    | Allemagne | 3 - 0 | 7 - 2  | 14 - 8  | 108 - 88 |
| 2    | Australie | 2 - 1 | 5 - 4  | 10 - 10 | 91 - 88  |
| 3    | Espagne   | 1 - 2 | 3 - 6  | 9 - 13  | 94 - 101 |
| 4    | France    | 0 - 3 | 3 - 6  | 10 - 12 | 90 - 106 |

#### Matchs détaillés
|  | Équipe 1  | Score | Équipe 2 |  |
|  | Australie | 2 – 1 | France   |  |

| Ordre des matchs | Joueurs                        | Points au premier set | Points au second set | Points au troisième set |
| ---------------- | ------------------------------ | --------------------- | -------------------- | ----------------------- |
| 1                | Ashleigh Barty                 | 7                     | 6                    |                         |
| 1                | Alizé Cornet                   | 5                     | 3                    |                         |
|                  |                                |                       |                      |                         |
| 2                | Matthew Ebden                  | 3                     | 7                    | 6                       |
| 2                | Lucas Pouille                  | 6                     | 65                   | 2                       |
|                  |                                |                       |                      |                         |
| 3                | Ashleigh Barty - Matthew Ebden | 3                     | 2                    |                         |
| 3                | Alizé Cornet - Lucas Pouille   | 4                     | 4                    |                         |

|  | Équipe 1  | Score | Équipe 2 |  |
|  | Allemagne | 3 – 0 | Espagne  |  |

| Ordre des matchs | Joueurs                             | Points au premier set | Points au second set | Points au troisième set |
| ---------------- | ----------------------------------- | --------------------- | -------------------- | ----------------------- |
| 1                | Angelique Kerber                    | 6                     | 3                    | 6                       |
| 1                | Garbiñe Muguruza                    | 2                     | 6                    | 3                       |
|                  |                                     |                       |                      |                         |
| 2                | Alexander Zverev                    | 6                     | 4                    | 7                       |
| 2                | David Ferrer                        | 4                     | 6                    | 60                      |
|                  |                                     |                       |                      |                         |
| 3                | Angelique Kerber - Alexander Zverev | 4                     | 4                    |                         |
| 3                | Garbiñe Muguruza - David Ferrer     | 2                     | 3                    |                         |

|  | Équipe 1 | Score | Équipe 2  |  |
|  | France   | 1 – 2 | Allemagne |  |

| Ordre des matchs | Joueurs                             | Points au premier set | Points au second set | Points au troisième set |
| ---------------- | ----------------------------------- | --------------------- | -------------------- | ----------------------- |
| 1                | Alizé Cornet                        | 7                     | 2                    | 4                       |
| 1                | Angelique Kerber                    | 5                     | 6                    | 6                       |
|                  |                                     |                       |                      |                         |
| 2                | Lucas Pouille                       | 3                     | 7                    | 2                       |
| 2                | Alexander Zverev                    | 6                     | 68                   | 6                       |
|                  |                                     |                       |                      |                         |
| 3                | Alizé Cornet - Lucas Pouille        | 4                     | 4                    |                         |
| 3                | Angelique Kerber - Alexander Zverev | 34                    | 3                    |                         |

|  | Équipe 1  | Score | Équipe 2 |  |
|  | Australie | 2 – 1 | Espagne  |  |

| Ordre des matchs | Joueurs                         | Points au premier set | Points au second set | Points au troisième set |
| ---------------- | ------------------------------- | --------------------- | -------------------- | ----------------------- |
| 1                | Ashleigh Barty                  | 6                     | 6                    |                         |
| 1                | Garbiñe Muguruza                | 3                     | 4                    |                         |
|                  |                                 |                       |                      |                         |
| 2                | Matthew Ebden                   | 61                    | 5                    |                         |
| 2                | David Ferrer                    | 7                     | 7                    |                         |
|                  |                                 |                       |                      |                         |
| 3                | Ashleigh Barty - Matthew Ebden  | 3                     | 4                    | 4                       |
| 3                | Garbiñe Muguruza - David Ferrer | 4                     | 30                   | 3                       |

|  | Équipe 1 | Score | Équipe 2 |  |
|  | Espagne  | 2 – 1 | France   |  |

| Ordre des matchs | Joueurs                           | Points au premier set | Points au second set | Points au troisième set |
| ---------------- | --------------------------------- | --------------------- | -------------------- | ----------------------- |
| 1                | Garbiñe Muguruza                  | 6                     | 6                    |                         |
| 1                | Alizé Cornet                      | 1                     | 3                    |                         |
|                  |                                   |                       |                      |                         |
| 2                | David Ferrer                      | 6                     | 65                   | 7                       |
| 2                | Lucas Pouille                     | 4                     | 7                    | 62                      |
|                  |                                   |                       |                      |                         |
| 3                | Whitney Osuigwe () - David Ferrer | 2                     | 2                    |                         |
| 3                | Alizé Cornet - Lucas Pouille      | 4                     | 4                    |                         |

|  | Équipe 1  | Score | Équipe 2  |  |
|  | Australie | 1 – 2 | Allemagne |  |

| Ordre des matchs | Joueurs                             | Points au premier set | Points au second set | Points au troisième set |
| ---------------- | ----------------------------------- | --------------------- | -------------------- | ----------------------- |
| 1                | Ashleigh Barty                      | 4                     | 4                    |                         |
| 1                | Angelique Kerber                    | 6                     | 6                    |                         |
|                  |                                     |                       |                      |                         |
| 2                | Matthew Ebden                       | 4                     | 3                    |                         |
| 2                | Alexander Zverev                    | 6                     | 6                    |                         |
|                  |                                     |                       |                      |                         |
| 3                | Ashleigh Barty - Matthew Ebden      | 4                     | 4                    |                         |
| 3                | Angelique Kerber - Alexander Zverev | 0                     | 31                   |                         |

### Groupe B

#### Classement
| Rang | Pays        | V - D | Matchs | Sets    | Jeux     |
| ---- | ----------- | ----- | ------ | ------- | -------- |
| 1    | Suisse      | 2 - 1 | 6 - 3  | 14 - 5  | 97 - 74  |
| 2    | Grèce       | 2 - 1 | 5 - 4  | 11 - 12 | 105 - 96 |
| 3    | Royaume-Uni | 2 - 1 | 4 - 5  | 9 - 12  | 77 - 96  |
| 4    | États-Unis  | 0 - 3 | 3 - 6  | 9 - 12  | 86 - 99  |

#### Matchs détaillés
|  | Équipe 1    | Score | Équipe 2 |  |
|  | Royaume-Uni | 2 – 1 | Grèce    |  |

| Ordre des matchs | Joueurs                            | Points au premier set | Points au second set | Points au troisième set |
| ---------------- | ---------------------------------- | --------------------- | -------------------- | ----------------------- |
| 1                | Katie Boulter                      | 0                     | 6                    | 2                       |
| 1                | María Sákkari                      | 6                     | 4                    | 6                       |
|                  |                                    |                       |                      |                         |
| 2                | Cameron Norrie                     | 7                     | 6                    |                         |
| 2                | Stéfanos Tsitsipás                 | 68                    | 4                    |                         |
|                  |                                    |                       |                      |                         |
| 3                | Katie Boulter - Cameron Norrie     | 4                     | 32                   | 4                       |
| 3                | María Sákkari - Stéfanos Tsitsipás | 30                    | 4                    | 34                      |

|  | Équipe 1    | Score | Équipe 2 |  |
|  | Royaume-Uni | 0 – 3 | Suisse   |  |

| Ordre des matchs | Joueurs                        | Points au premier set | Points au second set | Points au troisième set |
| ---------------- | ------------------------------ | --------------------- | -------------------- | ----------------------- |
| 1                | Cameron Norrie                 | 1                     | 1                    |                         |
| 1                | Roger Federer                  | 6                     | 6                    |                         |
|                  |                                |                       |                      |                         |
| 2                | Katie Boulter                  | 2                     | 60                   |                         |
| 2                | Belinda Bencic                 | 6                     | 7                    |                         |
|                  |                                |                       |                      |                         |
| 3                | Katie Boulter - Cameron Norrie | 34                    | 1                    |                         |
| 3                | Belinda Bencic - Roger Federer | 4                     | 4                    |                         |

|  | Équipe 1   | Score | Équipe 2 |  |
|  | États-Unis | 1 – 2 | Grèce    |  |

| Ordre des matchs | Joueurs                            | Points au premier set | Points au second set | Points au troisième set |
| ---------------- | ---------------------------------- | --------------------- | -------------------- | ----------------------- |
| 1                | Serena Williams                    | 7                     | 6                    |                         |
| 1                | María Sákkari                      | 63                    | 2                    |                         |
|                  |                                    |                       |                      |                         |
| 2                | Frances Tiafoe                     | 3                     | 7                    | 3                       |
| 2                | Stéfanos Tsitsipás                 | 6                     | 63                   | 6                       |
|                  |                                    |                       |                      |                         |
| 3                | Serena Williams - Frances Tiafoe   | 1                     | 4                    | 2                       |
| 3                | María Sákkari - Stéfanos Tsitsipás | 4                     | 1                    | 4                       |

|  | Équipe 1   | Score | Équipe 2 |  |
|  | États-Unis | 1 – 2 | Suisse   |  |

| Ordre des matchs | Joueurs                          | Points au premier set | Points au second set | Points au troisième set |
| ---------------- | -------------------------------- | --------------------- | -------------------- | ----------------------- |
| 1                | Serena Williams                  | 4                     | 6                    | 6                       |
| 1                | Belinda Bencic                   | 6                     | 4                    | 3                       |
|                  |                                  |                       |                      |                         |
| 2                | Frances Tiafoe                   | 4                     | 1                    |                         |
| 2                | Roger Federer                    | 6                     | 6                    |                         |
|                  |                                  |                       |                      |                         |
| 3                | Serena Williams - Frances Tiafoe | 2                     | 3                    |                         |
| 3                | Belinda Bencic - Roger Federer   | 4                     | 4                    |                         |

|  | Équipe 1    | Score | Équipe 2   |  |
|  | Royaume-Uni | 2 – 1 | États-Unis |  |

| Ordre des matchs | Joueurs                          | Points au premier set | Points au second set | Points au troisième set |
| ---------------- | -------------------------------- | --------------------- | -------------------- | ----------------------- |
| 1                | Katie Boulter                    | 1                     | 62                   |                         |
| 1                | Serena Williams                  | 6                     | 7                    |                         |
|                  |                                  |                       |                      |                         |
| 2                | Cameron Norrie                   | 7                     | 6                    |                         |
| 2                | Frances Tiafoe                   | 64                    | 0                    |                         |
|                  |                                  |                       |                      |                         |
| 3                | Katie Boulter - Cameron Norrie   | 32                    | 4                    | 4                       |
| 3                | Serena Williams - Frances Tiafoe | 4                     | 34                   | 1                       |

|  | Équipe 1 | Score | Équipe 2 |  |
|  | Grèce    | 2 – 1 | Suisse   |  |

| Ordre des matchs | Joueurs                            | Points au premier set | Points au second set | Points au troisième set |
| ---------------- | ---------------------------------- | --------------------- | -------------------- | ----------------------- |
| 1                | María Sákkari                      | 6                     | 6                    |                         |
| 1                | Belinda Bencic                     | 3                     | 4                    |                         |
|                  |                                    |                       |                      |                         |
| 2                | Stéfanos Tsitsipás                 | 65                    | 64                   |                         |
| 2                | Roger Federer                      | 7                     | 7                    |                         |
|                  |                                    |                       |                      |                         |
| 3                | María Sákkari - Stéfanos Tsitsipás | 4                     | 2                    | 4                       |
| 3                | Belinda Bencic - Roger Federer     | 34                    | 4                    | 3                       |

## Finale
|  | Équipe 1  | Score | Équipe 2 |  |
|  | Allemagne | 1 – 2 | Suisse   |  |